# Euploea poeyi
Euploea poeyi är en fjärilsart som beskrevs av Felder 1865. Euploea poeyi ingår i släktet Euploea och familjen praktfjärilar. Inga underarter finns listade i Catalogue of Life.